# N'Tillit
N'Tillit es una comuna o municipio del círculo de Gao de la región de Gao, en Malí. En abril de 2009 tenía una población censada de 22 285 habitantes.
Se encuentra ubicada en el centro de la región, cerca de la orilla del río Níger.